# Bellecourt
Pour les articles homonymes, voir Bellecourt (homonymie).
Pour les articles ayant des titres homophones, voir Belcour, Belcourt et Bellecour.
Cet article possède un paronyme, voir Bellicourt.
Bellecourt (en wallon Bèlcoûr) est une section de la commune belge de Manage, située en Région wallonne dans la province de Hainaut.
Elle fit l'objet d'une première fusion en 1971 avec la commune de La Hestre, avant de rejoindre Manage lors de la fusions des communes de 1977.

## Liste des bourgmestres de 1830 à 1971
- Léon Guinotte, de 1908 à 1943, Parti libéral.

## Patrimoine et culture

### Patrimoine architectural
- Eglise Saint-Jean-Baptiste. Eglise de style néo-classique datant de 1849 par l'architecte Carlier[3].